# Ronde van Nederland 1985
De 25e editie van de Ronde van Nederland ging op 20 augustus 1985 van start in Winschoten. Na 5 etappes werd op 25 augustus in Den Bosch gefinisht. De ronde werd gewonnen door Eric Vanderaerden.

## Eindklassement
Eric Vanderaerden werd winnaar van het eindklassement van de Ronde van Nederland van 1985 met een voorsprong van 50 seconden op Theo de Rooij.
| Rang | Renner               | Land        | Tijd       |
| ---- | -------------------- | ----------- | ---------- |
| 1    | Eric Vanderaerden    | België      | 25u 23'37" |
| 2    | Theo de Rooij        | Nederland   | + 0'50"    |
| 3    | Adri van Houwelingen | Nederland   | + 1'01"    |
| 4    | Adrie van der Poel   | Nederland   | + 1'02"    |
| 5    | Leo van Vliet        | Nederland   | + 1'15"    |
| 6    | Twan Poels           | Nederland   | + 1'19"    |
| 7    | Jörg Müller          | Zwitserland | + 1'21"    |
| 8    | Jan van Houwelingen  | Nederland   | + 1'29"    |
| 9    | Sean Kelly           | Ierland     | + 1'29"    |
| 10   | Johnny Broers        | Nederland   | + 1'40"    |

## Etappe-overzicht
| Etappe  | Van - naar         | Km         | Etappewinnaar     |
| ------- | ------------------ | ---------- | ----------------- |
| Proloog | Winschoten         | 6,6        | Bert Oosterbosch  |
| 1       | Assen - Nijmegen   | 250        | Eric Vanderaerden |
| 2       | Nijmegen - Schagen | 251        | Eddy Planckaert   |
| 3       | Schagen - Den Haag | 181        | Sean Kelly        |
| 4       | Den Haag - Zundert | 227        | Jacques Hanegraaf |
| 5a      | Breda - Den Bosch  | 123        | Eddy Planckaert   |
| 5b      | Oss - Den Bosch    | 36,4 (TTT) | Panasonic-Raleigh |

1948 · 1949 · 1950 · 1951 · 1952 · 1953 · 1954 · 1955 · 1956 · 1957 · 1958 · 1959 · 1960 · 1961 · 1962 · 1963 · 1964 · 1965 · 1966 · 1967 · 1968 · 1969 · 1970 · 1971 · 1972 · 1973 · 1974 · 1975 · 1976 · 1977 · 1978 · 1979 · 1980 · 1981 · 1982 · 1983 · 1984 · 1985 · 1986 · 1987 · 1988 · 1989 · 1990 · 1991 · 1992 · 1993 · 1994 · 1995 · 1996 · 1997 · 1998 · 1999 · 2000 · 2001 · 2002 · 2003 · 2004 · 2005 · 2006 · 2007 · 2008 · 2009 · 2010 · 2011 · 2012 · 2013 · 2014 · 2015 · 2016 · 2017 · 2018 · 2019 · 2020 · 2021 · 2022 · 2023 · 2024